# Margit Slachta
Margit Slachta (Košice, 18. rujna 1884. – Buffalo, 6. siječnja 1974.) bila je mađarska karitativna djelatnica, političarka i prva parlamentarna zastupnica u mađarskoj povijesti. Za sudjelovanje u spašavanju više od dvije tisuće Židova tijekom Drugog svjetskog rata posmrtno je odlikovana pravednicom među narodima.
Na parlamentarnim izborima 1945. ponovno je izabrana za narodnu zastupnicu. Bila je jedinom zastupnicom koja je glasala protiv Deklaracije o republici 1916. zalažući se za očuvanje monarhije. Njezin Kršćanski ženski savez na izborima 1947. osvaja četiri parlamentarna mjesta. Zbog progona Komunističke partije uoči izbora 1949. onemogućeno joj je kandidiranje.
Karitativnim redovničkim laičkim radom bavila se od 1908., a 1923. osniva Sestre društvene službe, čija je pripadnica bila i Sára Salkaházi.